# Christopher Røhl Andersen
Christopher Røhl Andersen (født 13. november 1990) er en dansk fysiker og politiker, der siden 2017 har været medlem af Københavns Borgerrepræsentation, valgt for Radikale Venstre. Siden 2022 har han været partiets gruppeforperson i Borgerrepræsentationen.. 
Han blev i 2017 valgt til borgerrepræsentationen i København. Han er hovedbestyrelsesmedlem i Radikale Venstre og tidligere landsformand for Radikal Ungdom (RU).
Han har en ph.d.-grad i nanoteknologi og er til daglig projektleder hos Center for Kvanteteknologi på Danmarks Tekniske Universitet.. Han bor på Amager med sin kone og sin søn.

## Tid i Borgerrepræsentationen
Christopher Røhl har i sin tid i Borgerrepræsentationen i København blandt andet taget initiativ til, at Københavns Kommune har fået sin første studiebypolitik. Han har også som debattør og i kommunalbestyrelsen gjort sig bemærket indenfor bl.a. ligestillingspolitik, klimapolitik og boligpolitik.
Foruden at være gruppeleder for Det Radikale Venstre i Københavns Kommune er Christopher også medlem af Økonomiudvalget og Teknik- og Miljøudvalget. Fra 2018 til 2022 var Christopher medlem af Beskæftigelses- og Integrationsudvalget og Kultur- og Fritidsudvalget. 
Christopher Røhl er også næstformand for Kommunernes Landsforenings arbejdsmarkeds- og borgerserviceudvalg.

## Opvækst og tid i Radikal Ungdom
Han er født og opvokset i Kolding og student fra Munkensdam Gymnasium (2011) og har læst fysik på Niels Bohr Institutet i København. Han modtog i 2013 årets undervisningspris på Niels Bohr Institutet (Jens Martin Prisen) for udviklingen af laboratorieforløbet for Indledende og Videregående Mekanik.
Christopher Røhl har tidligere været europaordfører og før det lokalformand for RU Kolding, hvor han også sad forretningsudvalget for ungdomspartiet. Den 5. oktober 2013 blev han valgt som landsformand, hvor han afløste Ditte Søndergaard. Christopher trådte af i oktober 2015, og Victor Boysen blev valgt som ny landsformand.